# Copa Faulcombridge 2022
Die Copa Faulcombridge 2022 war ein Tennisturnier der ITF Women’s World Tennis Tour 2022 für Damen und ein Tennisturnier der ATP Challenger Tour 2022 für Herren in Valencia. Die Turniere fanden parallel vom 21. bis 27. November 2022 statt.